# Aser Estévez
Aser Estévez Cividanes ist ein spanischer Straßenradrennfahrer.

## Karriere
Aser Estévez gewann 2007 eine Etappe bei der Volta à Madeira. Im nächsten Jahr war er beim Gran Premio Cidade de Vigo erfolgreich. In der Saison 2009 gewann er eine Etappe bei der Volta a Galicia und er wurde spanischer Meister im Einzelzeitfahren der U23-Klasse. Außerdem gewann er den Prolog bei der Volta ao Portugal do Futuro und er gewann die letzte Etappe der Volta à Madeira, wo er auch Gesamtzweiter wurde. 2010 gewann Estévez das U23-Einzelzeitfahren bei der Meisterschaft von Galicien. Ende der Saison fuhr er für das spanische Professional Continental Team Xacobeo Galicia als Stagiaire.

## Erfolge
- 2009:  Spanischer Meister – Einzelzeitfahren (U23)

## Teams
- 2010 Xacobeo Galicia (Stagiaire)
- 2014 Super Froiz